# Полюдова Дар'я Володимирівна
Полюдова Дар'я Володимирівна (нар. 4 лютого 1989, Кувасай, Узбекистан)  – російська опозиціонерка, активістка антипутінського протестного руху.

## Життєпис

Титульна сторінка вироку Полюдовій

На момент арешту проживала в Краснодарі, активістка «Лівого фронту». Засуджена 21 грудня 2015 року до 2 років колонії-поселення за ч. 1 ст. 280 («Публічні заклики до здійснення екстремістської діяльності»), ч. 2 ст. 280 («Публічні заклики до здійснення екстремістської діяльності, здійснені з використанням мережі „Інтернет“»), ч. 2 ст. 280.1 («Публічні заклики до здійснення дій, спрямованих на порушення територіальної цілісності Російської Федерації, вчинені з використанням мережі» Інтернет"") КК РФ у зв'язку з її участю у підготовці «Маршу за федералізацію Кубані», який не відбувся.

### Навчання
2007 році Дар'я закінчила середню загальноосвітню школу № 1 в станиці Полтавській, Червоноармійського району, Краснодарського краю. У 2005 році з відзнакою закінчила музичну школу в селищі Серафимовське (Башкортостан).
2007  – 2012 рік навчалася в Новоросійській філії Університету МВС РФ, закінчила вуз з «червоним дипломом» за спеціальністю «юриспруденція».

### Захоплення
Вокал, гра на фортепіано.

### Батьки
Батько  – Полюдов Володимир Миколайович, вчитель хімії та біології, все життя пропрацював у школі. Мати  – Полюдова Тетяна Федорівна  – працювала вихователем у школі-інтернаті. Сьогодні обоє на пенсії.

## Політика
2012 — вступила до КПРФ у Новоросійську, потім поїхала до Москви і вступила у Лівий Фронт. У 2013 році вийшла з Лівого Фронту і залишилася в КПРФ. Потім з КПРФ її виключили «через активність» і вона перейшла у Рот Фронт. Там її не підтримували через те, що постійно затримувалася поліцією. У 2014 році Полюдова переходить в ОКП (Об'єднану Комуністичну партію), хоча особливих симпатій ця політсила у неї не викликає у зв'язку з тим, що половина членів ОКП, за словами Дар'ї, «ватники» у ставленні до України.

### Участь у протестних акціях
Дар'я Полюдова регулярно виходила на поодинокі пікети в Новоросійську, підтримуючи «в'язнів Болотної» та виступала проти забудови міського Піонерського парку. Неодноразово зазнавала адміністративних арештів.
Після переїзду до Краснодара активно виступала проти російської агресії на сході України.
Влітку 2014 року Полюдова займалася організацією «Маршу за федералізацію Кубані». Акція мала відбутися 17 серпня 2014 року на тлі подій, пов'язаних із проголошенням Донецької і Луганської «народних республік», а також протистоянням між Збройними силами України і Росії. Основною вимогою маршу було «створення Кубанської республіки в складі РФ» або «зрівнювання» Краснодарського краю з республіками − суб'єктами Федерації.
15 серпня 2014 року Дар'я Полюдова була затримана в Краснодарі після суперечки з незнайомим чоловіком на вулиці, який, за словами активістки, намагався спровокувати її на конфлікт. Суд засудив Полюдову до адміністративного арешту на 14 діб, до 28 серпня. Пізніше вона була переведена до слідчого ізолятора УФСБ по Краснодарському краю.

### Судове переслідування, обвинувачення і вирок

Учасниця пікету на підтримку Полюдової, Санкт-Петербург, 6 серпня 2016

З 28 серпня 2014 року Дар'я Полюдова перебувала під вартою. Їй були висунуті звинувачення за ч.2 ст.280 (публічні заклики до здійснення екстремістської діяльності, здійснені з використанням мережі Інтернет) та ч.2 ст.280.1 (публічні заклики до здійснення дій, спрямованих на порушення територіальної цілісності Російської Федерації, вчинені з використанням мережі Інтернет) КК РФ у зв'язку з її участю в підготовці невдалого «Маршу за федералізацію Кубані».
У жовтні 2014 року Дар'я Полюдова була включена до "Переліку організацій і фізичних осіб, щодо яких є відомості про їх причетність до екстремістської діяльності або тероризму, на підставі підпунктів 1-3 пункту 2.1 статті 6 Федерального закону від 07.08.2001 № 115-ФЗ «Про протидію легалізації (відмиванню) доходів, одержаних злочинним шляхом, і фінансуванню тероризму».
У жовтні 2014 року Правозахисний центр «Меморіал» визнав Дар'ю Полюдову політв'язнем і включив до списку з 46 осіб.
20 січня 2015 року Жовтневий районний суд міста Краснодара продовжив Полюдовій термін утримання під вартою на два місяці, до 28 лютого.
25 лютого 2015 роки після півроку, проведеного під вартою, Полюдова була випущена з СІЗО під підписку про невиїзд.
В кінці березня 2015 року справу було повернуто слідчим для встановлення мотивів, якими, за версією слідства, повинна була керуватися Полюдова. 15 квітня стало відомо, що дорозслідування завершено. Слідство вирішило, що заклики Полюдової до відокремлення Краснодарського краю і повалення чинного політичного режиму викликані «особистою неприязню до чинного президента» і "ненавистю до діючого президента, а також «ненавистю до діючого політичного режиму».
29 червня 2015 року слідчі допитали Дар'ю Полюдову у новій кримінальній справі, порушеній на підставі підозри про образу президента РФ. За даними слідства, на своїй сторінці в соціальній мережі Полюдова розмістила відеоролик з різкими висловлюваннями про главу держави.
5 серпня 2015 року Дар'ї Полюдовій було затверджено обвинувальний висновок у ч.2 ст.280 (публічні заклики до здійснення екстремістської діяльності, вчинені з використанням мережі Інтернет) та ч.2 ст.280.1 (публічні заклики до здійснення дій, спрямованих на порушення територіальної цілісності РФ, вчинені з використанням мережі Інтернет) КК РФ, а справу її було передано до суду.
У липні 2015 року Полюдова опублікувала на своїй сторінці в соціальній мережі пісню Б.Севастьянова «Це, дитинко, рашизм». Факт публікації став предметом нового судового розгляду.
10 вересня 2015 року суд у станиці Полтавській визнав Полюдову винною за ст.20.3 Адміністративного кодексу РФ (пропаганда або публічна демонстрація нацистської атрибутики чи символіки, або атрибутики чи символіки екстремістських організацій) і заарештував її на чотири доби. На думку краснодарського активіста Віктора Чирикова арешт був пов'язаний з наміром Полюдової взяти участь у народному сході, та заявами про бойкотування виборів.
22 вересня 2015 року краснодарський активіст Сергій Титаренко дав свідчення про те, що Дар'я Полюдова виступала із закликами до проведення в Росії «соціалістичної революції» і називала себе її вождем. Свідок також додав, що він ніколи не був прихильником акції «За федералізацію Кубані».
30 жовтня 2015 року рішенням Красноармійського районного суду Дар'я Полюдова була визнана винною в правопорушенні за ст.20.3 КоАП (пропаганда чи публічна демонстрація нацистської символіки) та арештована на 15 діб. У прокуратурі їй було роз'яснено, що нові звинувачення пред'явлені за трьома епізодами: у зв'язку з розміщенням на сторінці в соцмережі поста в підтримку Юлії Усач, засудженої за пропаганду нацизму, та двох постів, в яких міститься критика політики Путіна.
2 грудня 2015 року суд в Краснодарі допитав підсудну Полюдову. Вона заявила, що винною себе не визнає і наміру на насильницьке повалення конституційного ладу у неї не було.
7 грудня 2015 року на засіданні в Жовтневому районному суді Краснодара у справі Дар'ї Полюдової прокурор попросив її засудити до 3,5 років колонії-поселення. Адвокат, у свою чергу, попросив винести щодо його підзахисної виправдувальний вирок.
21 грудня 2015 Жовтневий райсуд Краснодара визнав Дар'ю Полюдову винною в публічних закликах до сепаратизму і екстремізму по ч.2 ст.280 (публічні заклики до здійснення екстремістської діяльності, здійснені з використанням мережі «Інтернет») і ч.2 ст.280.1 (публічні заклики до здійснення дій, спрямованих на порушення територіальної цілісності Російської Федерації, вчинені з використанням мережі «Інтернет») КК РФ у зв'язку з її участю в підготовці «Маршу за федералізацію Кубані», що не відбувся. Активістка була засуджена до двох років колонії-поселення.
Головними доказами звинувачення були свідчення краснодарського активіста Сергія Титаренка, які він дав під час досудового слідства.
20 січня 2016 року Полюдова брала участь в одному із серії одиночних пікетів, спрямованих проти заяв глави Чечні про позасистемну опозицію.
30 березня 2016 року Краснодарський крайовий суд відхилив апеляцію Полюдової на вирок, і рішення першої інстанції вступило в силу.
31 березня 2016 року правозахисна організація Amnesty International визнала Дар'ю Полюдову «В'язнем сумління» і зажадала звільнити її.
Захист Полюдової заявив про намір подати скаргу на вирок до Європейського суду з прав людини.
20 квітня 2016 року Полюдова самостійно прибула до місця відбування покарання в колонію-поселення в Новоросійську.
26 квітня 2016 року ПЦ «Меморіал» (Москва) закликав звільнити Дар'ю Полюдову, заявивши, що вважає її політв'язнем, так як кримінальне переслідування здійснюється виключно у зв'язку з насильницьким здійсненням права на свободу вираження поглядів, за звинуваченням у правопорушенні, склад якого був відсутній, з порушенням права на справедливий судовий розгляд.
2 травня 2016 року Дар'ю Полюдову номінували на премію Бориса Нємцова з формулюванням «За активну боротьбу з режимом, через яку виявилася в колонії».
11 липня 2016 року стало відомо, що Дар'я Полюдова звернулася до суду Новоросійська із заявою про умовно-дострокове звільнення (УДЗ).
22 вересня 2016 року Верховний суд Росії відмовився розглядати скаргу Полюдової на вирок.
27 грудня 2016 року суд Новоросійська відмовив Полюдовій, що перебувала в колонії-поселенні в Новоросійську за звинуваченням в екстремізмі, в пом'якшенні покарання.
30 січня 2017 року сайт «Кобза  – українці Росії» визнав Дар'ю Полюдову переможницею в номінації «Друг України в Росії».
19 квітня 2017 року Ленінський райсуд Новоросійська відхилив заяву про умовно-дострокове звільнення кубанської активістки, мотивувавши своє рішення тим, що вона не визнала провину.
На початку серпня 2017 року Полюдова оголосила голодування в колонії з вимогами про припинення провокацій проти неї.
20 жовтня 2017 року Дарина Полюдова звільнилася з колонії в Новоросійську. Після відпочинку вона має намір поїхати до Москви для продовження політичної боротьби.
Того ж дня, після звільнення з колонії, Дар'я Полюдова влаштувала одиночний пікет на в'їзді до Новоросійська, в руках вона тримала плакат з написом: «Революция неизбежна! Снова в бой!!!».